# Kamenica (gmina Dimitrovgrad)
Kamenica (cyr. Каменица) – wieś w Serbii, w okręgu pirockim, w gminie Dimitrovgrad. W 2011 roku liczyła 15 mieszkańców.